# 파시피코역
파시피코역(스페인어: Menéndez Pelayo)은 마드리드 지하철의 역이다. 마드리드 레티로 구의 에스케라도 거리와 바르셀로나 거리가 지나는 교차로 지하에 자리잡고 있다. 1호선과 6호선이 만나는 환승역이며, 요금구역상으로는 A구역에 속한다.
파시피코라는 역명은 바르셀로나에 있는 옛 대로 명칭에서 유래했다. 한편으로 역 대합실이 마드리드 지하철역에서는 유일하게 1920년대 첫 개통 당시의 모습을 그대로 간직하고 있으며, 건축가 안토니오 팔라시오스가 제작한 세비야와 발렌시아 타일을 감상할 수 있다.

## 역사
1호선 승강장은 1923년 5월 8일 아토차 - 푸엔테 데 바예카스 구간 개통과 함께 문을 열었다. 바르셀로나 대로 지하에 자리잡은 이 역은 안토니오 팔라시오의 흰색 타일과 세라믹 마감으로 꾸며졌다. 1960년대에는 역 승강장 길이가 기존의 60m에서 90m로 확대하는 공사가 이뤄졌고 이 과정에서 타일 장식도 철거되었다. 다만 역 대합실 쪽에는 손대지 않고 그대로 보전되어 지금도 옛모습을 유지하고 있다.
6호선 승강장은 1979년 10월 11일 콰트로 카미노스 - 파시피코 구간 연장과 함께 문을 열었다. 에스케르도 거리 지하에 위치해 있으며 깊이는 1호선보다 좀 더 깊다. 한동안 6호선의 시종착역 역할을 하였지만 1981년 5월 7일 포르토 역 연장개통과 함께 일반역이 되었다.
2016년 7월 3일부터는 1호선의 도심구간에 해당되는 플라사 데 카스티야-시에라 데 과달루페 구간이 시설정비 공사로 운행을 일시 중단되면서 이곳도 영업을 중단하였다. 9월 이후 아토차 렌페-알토 델 아레날 구간 공사가 마무리되면서 먼저 영업을 재개하였다. 전체 공사는 11월에 마무리되면서 전 구간이 정상운행을 시작하였다.

## 환승 정보
역 주변에는 시내버스 정류장이 여덟 곳 있으며, 그 중 두 곳은 야간노선도 운행된다.
| 마드리드 지하철                    | 마드리드 지하철       | 마드리드 지하철               |
| ---------------------------------- | --------------------- | ----------------------------- |
| 메넨데스 펠라요 피나르 데 차마르틴 | 마드리드 지하철 1호선 | 푸엔테 데 바예카스 발데카로스 |
| 멘데스 알바로 순환선               | 마드리드 지하철 6호선 | 콘데 데 카살 순환선           |